# Svjetsko prvenstvo u rukometu – Njemačka 1938.
Svjetsko prvenstvo u rukometu 1938. održano je u Njemačkoj od 5. veljače do 6. veljače i bilo je to prvo svjetsko prvenstvo. Na turniru su sudjelovale samo 4 reprezentacije: Njemačka, Švedska, Austrija i Danska.

## Rezultati
| Utakmica            | Rez. |
| ------------------- | ---- |
| Njemačka - Danska   | 11:3 |
| Švedska - Danska    | 2:1  |
| Njemačka - Švedska  | 7:2  |
| Austrija - Švedska  | 5:4  |
| Njemačka - Austrija | 5:4  |
| Austrija - Danska   | 7:2  |

| Plasman | Plasman  | Utakmica | G.R.  | Bodovi |
| ------- | -------- | -------- | ----- | ------ |
| Zlato   | Njemačka | 3        | 23:9  | 6      |
| Srebro  | Austrija | 3        | 16:11 | 4      |
| Bronca  | Švedska  | 3        | 8:13  | 2      |
| 4.      | Danska   | 3        | 6:20  | 0      |

Pobjednički tim igrao je u sastavu:

Karl Herbolzheimer, Herbert Schmid, Gerd Brüntgens, Walter Hömke, Hans Keiter, Kurt Lubenow, Kurt Mahnkopf, Hans Obermark, Günther Ortmann, Gerd Schauer, Will Steininger, Hans Theilig, Adolar Woczinski, Philipp Zimmermann. Trener: Günther Otto Kaundynia